# بي إم دبليو إكس7
بي إم دبليو إكس 7 (بالإنجليزية: BMW X7)‏، هي مركبة رياضية فاخرة من فئة كروس أوفر كاملة الحجم، تصنعها شركة بي إم دبليو. وتعد إكس 7 أكبر سيارة رياضية متعددة الاستخدامات في مجموعة بي إم دبليو وثاني أغلى سيارة في خط إنتاجها.
أعلن عن إكس 7 لأول مرة من قبل بي إم دبليو في مارس 2014. وتم الكشف عنها رسميًا في 17 أكتوبر 2018، مع فتح باب الطلبات المسبقة عبر الإنترنت. ومنذ مارس 2019، أصبحت إكس 7 متاحة لدى الوكلاء.

## الطرازات

### محركات البنزين
| الطراز     | السنوات   | المحرك               | القوة                                              | العزم                                                  | من 0 إلى 100 كم/س (0–62 ميل/س) |
| ---------- | --------- | -------------------- | -------------------------------------------------- | ------------------------------------------------------ | ------------------------------ |
| xDrive40i  | 2018–2022 | 3.0 لتر B58 سترايت-6 | 250 كيلو واط (335 حصان) عند 5,500–6,500 دورة/دقيقة | 450 نيوتن متر (332 رطل-قدم) عند 1,500–5,200 دورة/دقيقة | 5.8 ثانية                      |
| xDrive40i  | 2023–     | 3.0 لتر B58 سترايت-6 | 280 كيلو واط (375 حصان) عند 5,500–6,500 دورة/دقيقة | 520 نيوتن متر (384 رطل-قدم) عند 1,500–5,200 دورة/دقيقة | 5.6 ثانية                      |
| xDrive50i  | 2018–2020 | 4.4 لتر N63 V8       | 340 كيلو واط (456 حصان) عند 5,250–6,000 دورة/دقيقة | 650 نيوتن متر (479 رطل-قدم) عند 1,500–4,750 دورة/دقيقة | 5.4 ثانية                      |
| M50i       | 2019–2022 | 4.4 لتر N63 V8       | 390 كيلو واط (523 حصان) عند 5,500–6,000 دورة/دقيقة | 750 نيوتن متر (553 رطل-قدم) عند 1,800–4,600 دورة/دقيقة | 4.5 ثانية                      |
| M60i       | 2023–     | 4.4 لتر S68 V8       | 390 كيلو واط (523 حصان) عند 5,500–6,000 دورة/دقيقة | 750 نيوتن متر (553 رطل-قدم) عند 1,800–4,600 دورة/دقيقة | 4.7 ثانية                      |
| Alpina XB7 | 2020–     | 4.4 لتر N63 V8       | 457 كيلو واط (613 حصان) عند 5,500–6,600 دورة/دقيقة | 800 نيوتن متر (590 رطل-قدم) عند 2,000–5,000 دورة/دقيقة | 4.2 ثانية                      |

### محركات الديزل
| الطراز    | السنوات   | المحرك               | القوة                                        | العزم                                                  | من 0 إلى 100 كم/س (0–62 ميل/س) |
| --------- | --------- | -------------------- | -------------------------------------------- | ------------------------------------------------------ | ------------------------------ |
| xDrive30d | 2018–     | 3.0 لتر B57 سترايت-6 | 195 كيلو واط (261 حصان) عند 4,000 دورة/دقيقة | 620 نيوتن متر (457 رطل-قدم) عند 2,000–2,500 دورة/دقيقة | 7.0 ثانية                      |
| xDrive40d | 2020–     | 3.0 لتر B57 سترايت-6 | 250 كيلو واط (335 حصان) عند 4,400 دورة/دقيقة | 700 نيوتن متر (516 رطل-قدم) عند 1,750–2,250 دورة/دقيقة | 6.1 ثانية                      |
| M50d      | 2018–2020 | 3.0 لتر B57 سترايت-6 | 294 كيلو واط (394 حصان) عند 4,400 دورة/دقيقة | 760 نيوتن متر (561 رطل-قدم) عند 2,000–3,000 دورة/دقيقة | 5.4 ثانية                      |